# 旧アニオ水道
旧アニオ水道（ラテン語: Aqua Anio Vetus）は古代ローマの水道（ローマ水道）で、アッピア水道の約40年後に造られた古代ローマで2番目に古い水道施設で、執政官を三度務めたマニウス・クリウス・デンタトゥスらが紀元前272年から前269年にかけて造った。建設のための費用は、紀元前275年に得たギリシアのエピロス王ピュロスとの戦いに勝利した時の戦利品が充てられた。水源はローマから64km離れたアニオ川上流域の川で、ローマ水道の技術書の著者でありローマ水道長官でもあったフロンティヌスによれば、水道の全長は63.640km（43.000ローマ・マイル）で、そのうち63.313km（42.779ローマ・マイル）は地下の導水渠を、0.327km（0.221ローマ・マイル）は地上の導水渠で構成されていた
。また、水源地での取水量は最大4,398クイナリア、ローマに達する前に分岐したり漏水が起こったりして、ローマ市内に達する給水量は61,640m3/日（1,541クイナリア）であった。
導水渠はプラエネスティーナ門（現マッジョーレ門）とエスクイリーナ門を通過してローマ市内に入り、当初はエスクイリーノの丘付近が給水区域であったが、幾度かの拡張を経てローマ全14区のうち10区に給水範囲を広げることになった。旧アニオ水道の水質は良くなく、特に水源地の雨天時は濁りがひどかったため、飲用ではなく主に灌水などに使われていた。
紀元前38年に第3代ローマ皇帝カリグラが新アニオ水道の建設を始めたため、それまで単にアニオ水道と呼ばれていたこの水道施設は、旧アニオ水道と呼ばれるようになった。

## 導水渠の経路

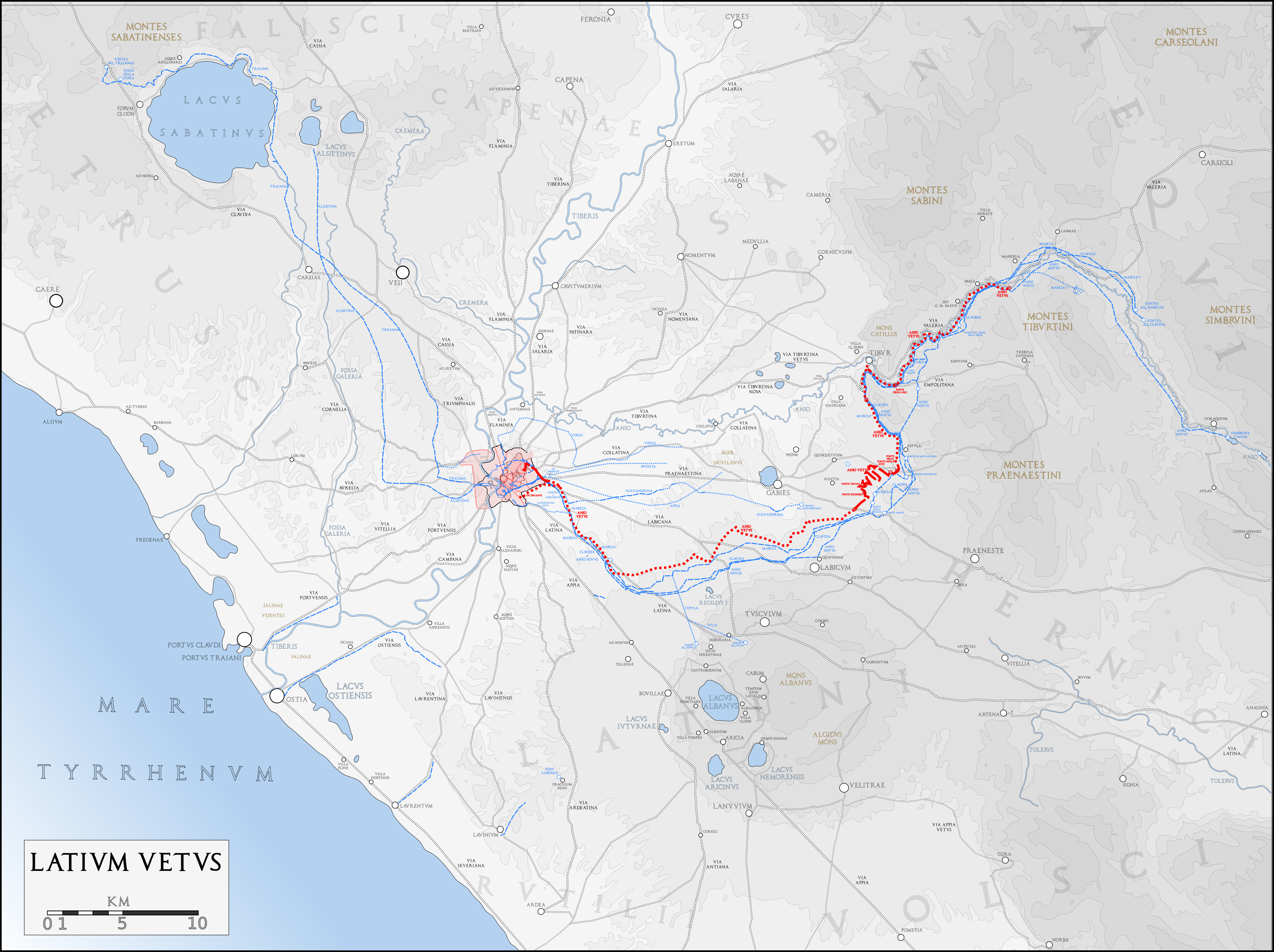
旧アニオ水道の水源からの経路（赤線）

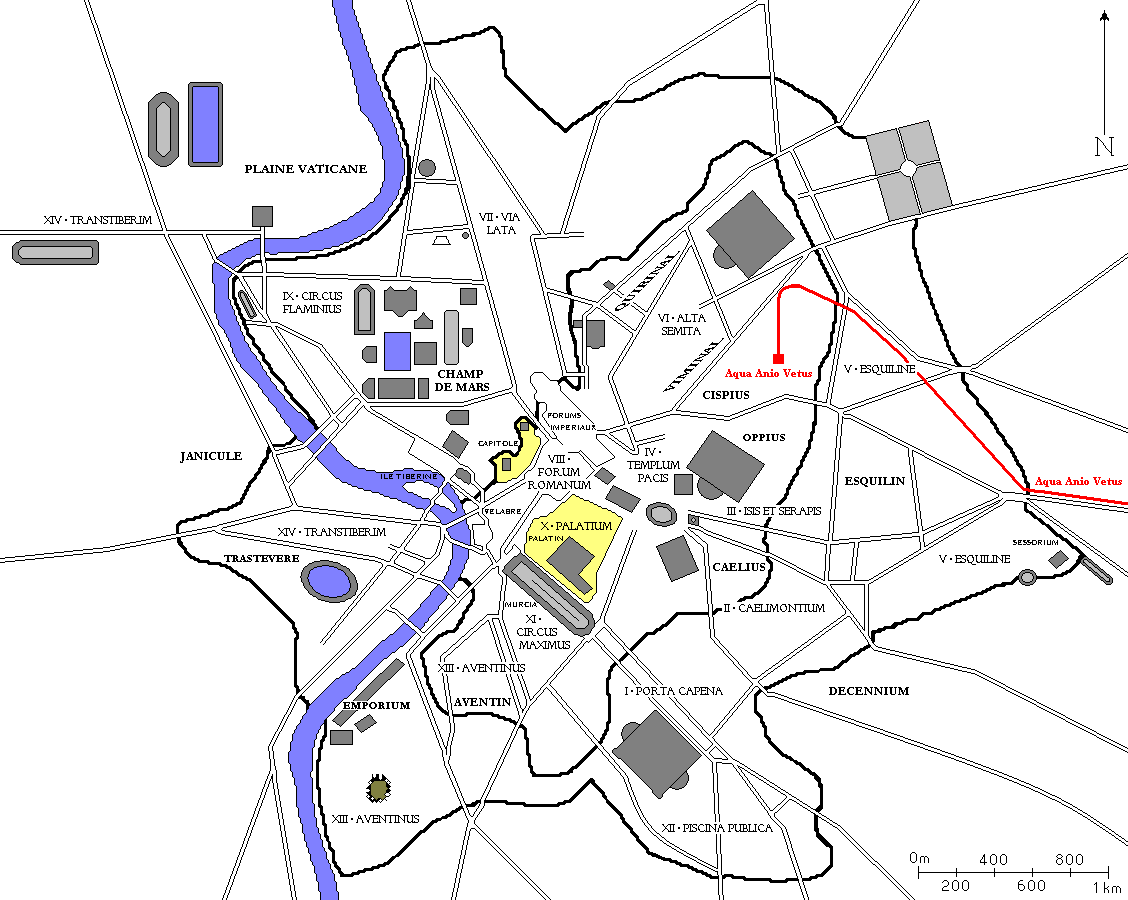
旧アニオ水道のローマ市内における経路（赤線）